# 科大智能
科大智能科技股份有限公司（深交所：300222，简称：科大智能），是中国深圳证券交易所的一家上市公司，主营业务为工业生产智能化业务和配用电自动化业务，主要产品为智能电气、智能装备及应用、智能机器人。
公司成立于2002年11月，前身为上海科大鲁能集成科技有限公司，由中国科学技术大学注资设立。2010年2月整体变更设立股份有限公司，更为科大智能科技股份有限公司。2011年5月，在深圳证券交易所创业板挂牌上市。
2021年，公司实现营业收入28.89亿元，同比增加5.5%；实现净利润亏损约9981万元。